# Edward E. Miller
Edward Edwin Miller (* 22. Juli 1880 in Creston, Iowa; † 1. August 1946 in St. Louis, Missouri) war ein US-amerikanischer Politiker. Zwischen 1923 und 1925 vertrat er den Bundesstaat Illinois im US-Repräsentantenhaus.

## Werdegang
Edward Miller besuchte die öffentlichen Schulen seiner Heimat. Im Jahr 1892 zog er nach East St. Louis in Illinois. Seit 1900 arbeitete er in der Immobilien- und Versicherungsbranche. Gleichzeitig schlug er als Mitglied der Republikanischen Partei eine politische Laufbahn ein. Er wurde Privatsekretär des Kongressabgeordneten William A. Rodenberg. Im Juni 1912 nahm er als Delegierter an der Republican National Convention in Chicago teil, auf der Präsident William Howard Taft zur dann erfolglosen Wiederwahl nominiert wurde. Zwischen 1921 und 1923 war er State Treasurer von Illinois.
Bei den Kongresswahlen des Jahres 1922 wurde Miller im 22. Wahlbezirk von Illinois in das US-Repräsentantenhaus in Washington, D.C. gewählt, wo er am 4. März 1923 die Nachfolge von William Rodenberg antrat. Da er im Jahr 1924 auf eine weitere Kandidatur verzichtete, konnte er bis zum 3. März 1925 nur eine Legislaturperiode im Kongress absolvieren. In den folgenden Jahren bis 1942 arbeitete Miller wieder in der Immobilien- und Versicherungsbranche. Seit 1942 leitete er die Transportabteilung des Amerikanischen Roten Kreuzes. Er starb am 1. August 1946 in St. Louis.